# Ljubo Golič

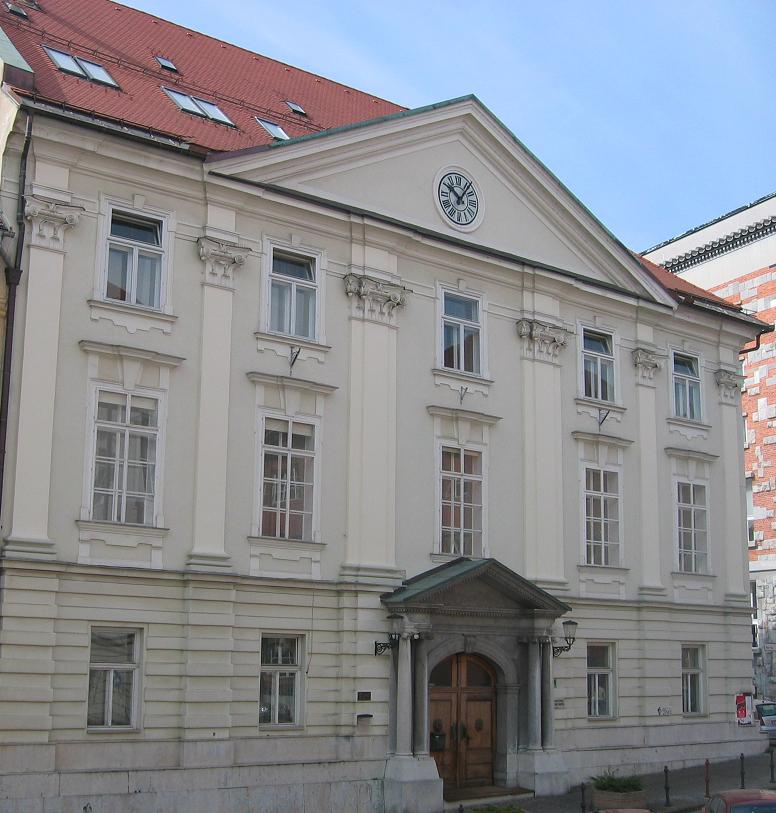
Slovinská akademie věd v Lublani

Ljubo Golič (2. července 1932, Vrenska Gorca – 5. července 2007, Lublaň) byl slovinský chemik a pedagog. Zabýval se především anorganickou strukturní chemií a chemickou krystalografií. Zavedl metodu rentgenové strukturní analýzy a v roce 1974 instaloval první automatický rentgenový difraktometr v tehdejší východní Evropě. Podílel se také aktivně na aplikaci a rozvoji informatiky ve Slovinsku.
Byl iniciátorem a předsedou organizačního výboru 13. evropského setkání krystalografů, které se mělo konat v Lublani v roce 1991. Kvůli tehdejší válečné situaci ve Slovinsku bylo nakonec uspořádáno v italském Terstu. Ljubo Golič byl také iniciátorem a organizátorem devíti výročních setkání slovinských a chorvatských krystalografů s mezinárodní účastí.
Ljubo Golič byl členem Slovinské akademie věd a umění (SAZU), v roce 1989 se stal jejím spolupracovníkem, v roce 1993 se stal jejím předsedou a pak čestným prezidentem. V letech 1986-96 předsedal Slovinské chemické společnosti.

## Vzdělání a kariera

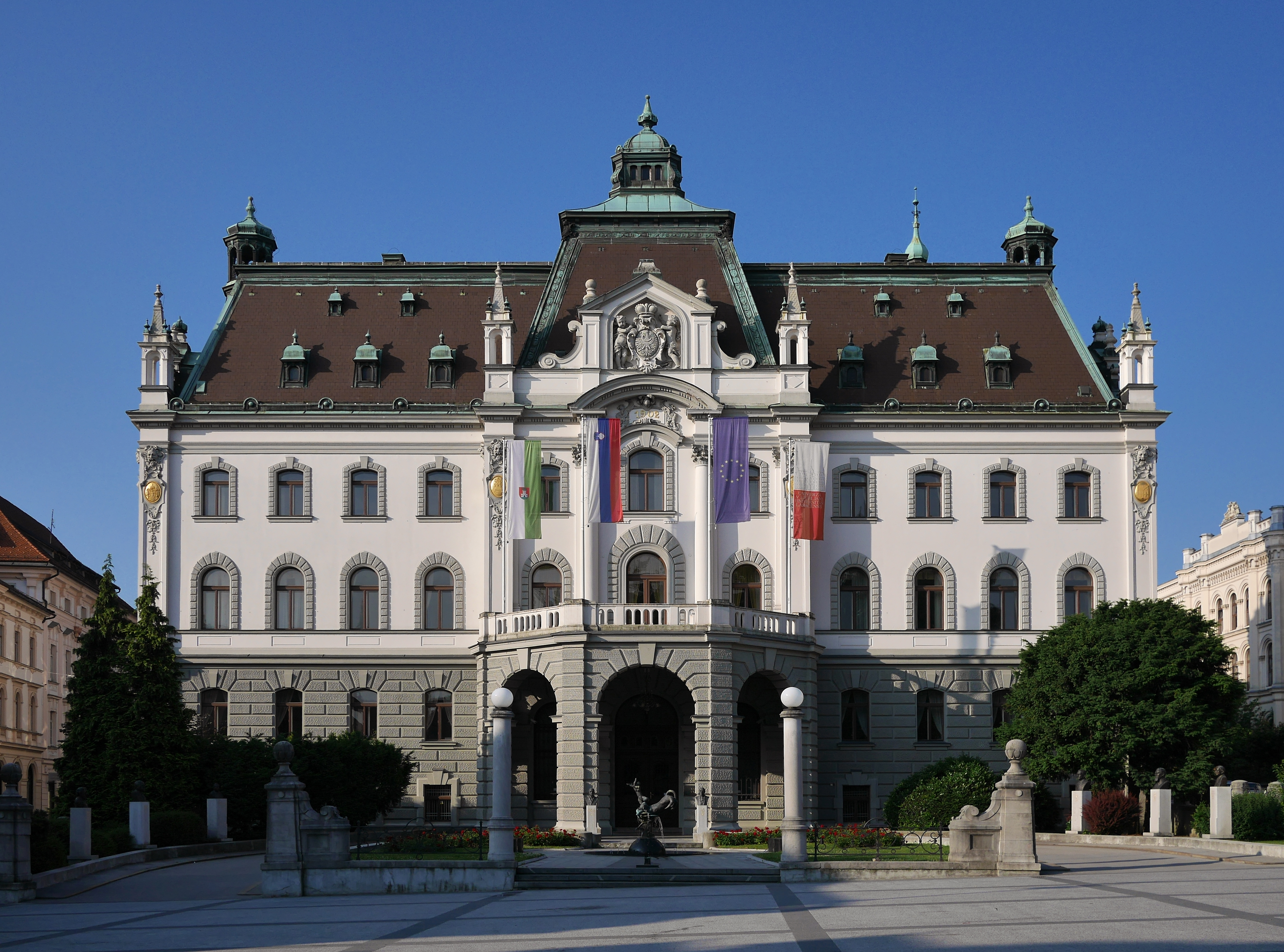
Univerzita v Lublani

Ljubo Golič se narodil 2. července 1932 ve Vrenské Gorce. Základní školu navštěvoval v Buče. V roce 1941 během druhé světové války byl internován v Německu. Po skončení války pokračoval ve studiu. Promoval na Fakultě přírodních věd a technologie Univerzity v Lublani v roce 1956, doktorát získal v roce 1965 a od roku 1977 zde pracoval jako řádný profesor anatomické strukturní chemie. Byl také spolupracovníkem Institutu Jožefa Stefana (IJS).
V roce 1955 ještě jako student začal Golič vyučovat jako demonstrátor cvičení z anorganické chemie. Do svých studijních programů začal zavádět předmět anorganická strukturní chemie, který později přednášel jako odborný asistent pro poslední ročníky studia chemie. V aktuálním studijním programu chemie také zavedl a přednášel předmět krystalová chemie. Byl lektorem předmětu rentgenová strukturní analýza na postgraduální úrovni a přednášel také fyzikální metody určování struktury molekul. Golič tak velmi ovlivnil rozvoj anorganické strukturní chemie a chemické krystalografie.

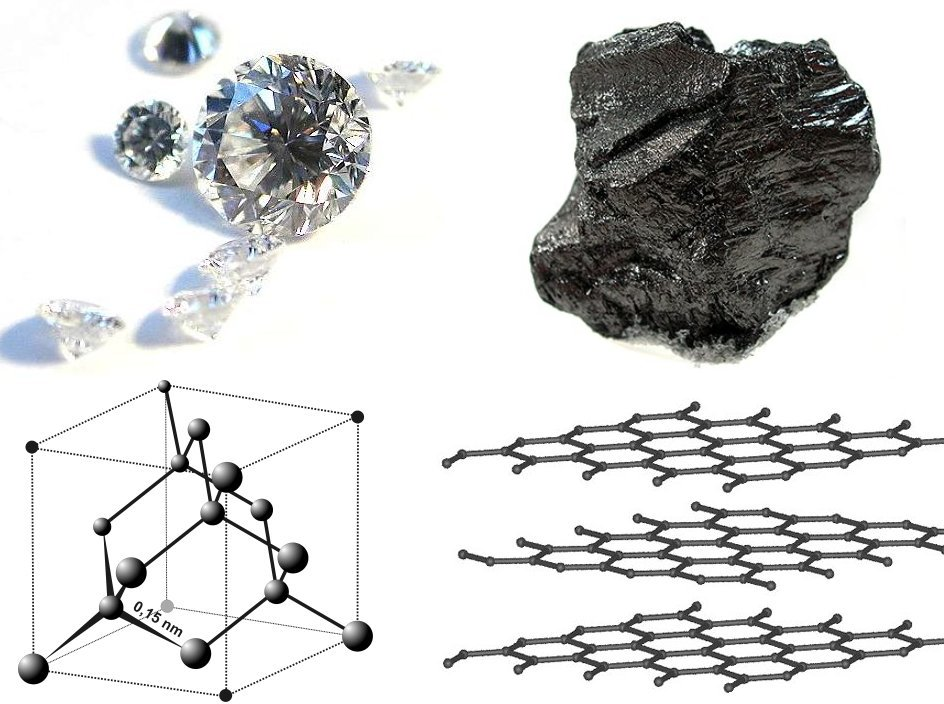
Vlevo diamant a vpravo grafit. Rentgenová krystalografie odhalila, že uspořádání jejich atomů je odlišné.

V roce 1963 byl na ročním profesním rozvoji na University of Glasgow ve Skotsku. Po návratu z Glasgow v roce 1965 zavedl metodu rentgenové strukturní analýzy do vědecké a pedagogické práce na katedře chemie. Sám tehdy zřídil celou laboratoř pro rentgenovou strukturní analýzu, což byl v té době velmi průkopnický čin.
V roce 1971 byl na čtyřměsíčním výměnném pobytu na univerzitě v Berkeley, Evanston, Pittsburgh a národní laboratoře v Brookhavenu a Washingtonu, USA.
V roce 1974 byl Golič vedoucím nákupu automatického rentgenového difraktometru CAD4, který byl prvním přístrojem svého druhu v tehdejší východní Evropě. Tento přístroj nahradil časově náročnou práci filmovou technikou a velmi tak urychlil vědecké bádání v této oblasti. Vzhledem k příkladné spolupráci s dodavatelem se mu podařilo získat jeden z prvních amerických počítačů pro východní Evropu. Bylo to velmi důležité pro jeho práci, neboť metoda rentgenové strukturální analýzy je interdisciplinární a spojuje chemické, fyzikální a počítačové metody. Golič se tak aktivně podílel na používání a vývoji informatiky ve Slovinsku.
Věnoval se také pedagogické činnosti. Byl mentorem mnoha absolventů univerzity v Lublani, ze kterých se často stali jeho spolupracovníci. Také pomáhal dalším výzkumným institucím, byly to například J. Stefan Institute, Institute of Chemistry, Metallurgical Institute.

## Ocenění
- V roce 1975 obdržel ocenění Borise Klidrice za vědeckou práci v oblasti strukturální analýzy.
- V roce 1985 získal Ledrickou cenu.